# Literaturjahr 1765
Liste der Literaturjahre

◄ | 1761 | 1762 | 1763 | 1764 | Literaturjahr 1765 | 1766 | 1767 | 1768 | 1769 | ► | ►►

Weitere Ereignisse
Dieser Artikel behandelt das Literaturjahr 1765.

## Ereignisse

### Prosa
- Denis Diderot beginnt der Arbeit an seinem Roman Jacques le fataliste et son maître (Jacques der Fatalist und sein Herr).
- Georg Christoph Lichtenberg beginnt mit seinem Notizbuch Füllhornbuch, das er bis 1772 führt. Er notiert Auszüge aus seiner Lektüre, Zitate und Gedanken zur Behandlung verschiedener Themen.
- Von Christoph Martin Wieland erscheint die Sammlung Comische Erzählungen.

### Lyrik

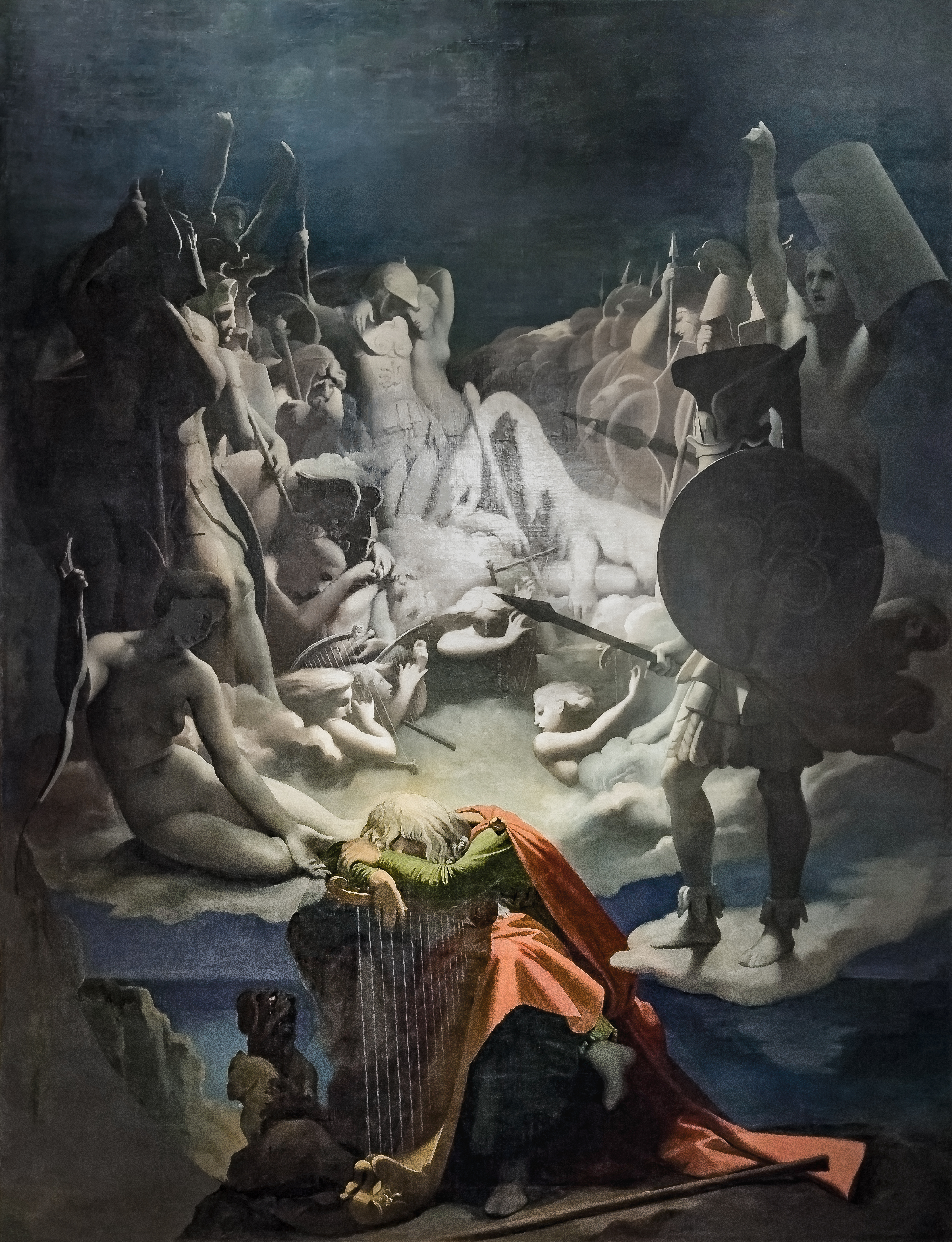
Ingres: Der Traum des Ossian, 1813

- Der schottische Schriftsteller James Macpherson veröffentlicht nach Fragments of Ancient Poetry (1760), Fingal (1762) und Temora (1763) die The works of Ossian, angeblich Gesänge eines keltischen Barden, in Wirklichkeit von ihm selbst verfasst. Ossian löst eine wahre Keltomanie aus, begeistert Künstler, Dichter und Musiker vom Sturm und Drang bis zur Romantik und weckt allgemein das Interesse an nordischen Sagen, Mythen und Liedern.
- Thomas Percy veröffentlicht unter dem Titel Reliques of Ancient English Poetry die erste Ausgabe einer Sammlung englischer Sagen, Balladen, Straßenlieder, Gedichte und Abenteuergeschichten. Erst 1867/68 wird sie nach etlichen Überarbeitungen durch die nach ihm folgenden Bearbeiter und Herausgeber komplett fertiggestellt.
- Oliver Goldsmith: The Traveller.

### Dramatik
- 4. April: Die zweite überarbeitete Fassung von Carlo Goldonis Prosakomödie Il Ventaglio (Der Fächer) hat mit großem Erfolg ihre Uraufführung in Venedig.

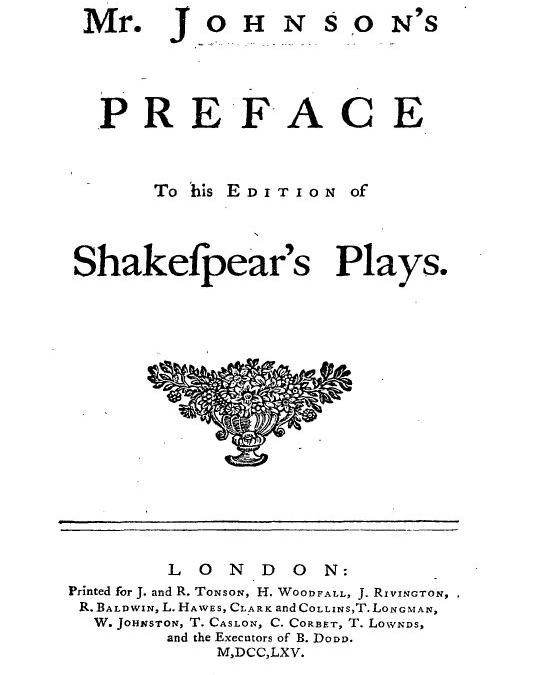
The plays of William Shakespeare, Hrsg. Dr. Johnson

- 10. Oktober: Mit Publikation des letzten von acht Bänden von The Plays of William Shakespeare ist die von Samuel Johnson und George Steevens 1756 begonnene Werkausgabe abgeschlossen.
- 2. Dezember: Die Komödie Le philosophe sans savoir von Michel-Jean Sedaine wird am Théâtre de la rue des Fossés Saint-Germain in Paris uraufgeführt.
- Die Tragödie Adélaïde du Guesclin von Voltaire erscheint erstmals im Druck.
- Das Drama Le siège de Calais (Die Belagerung von Calais) von Pierre-Laurent Buirette de Belloy ist das erste Werk, das sich mit dem Thema der Bürger von Calais während der Belagerung im Hundertjährigen Krieg befasst. Calais macht den Autor dafür zu seinem Ehrenbürger.

### Periodika

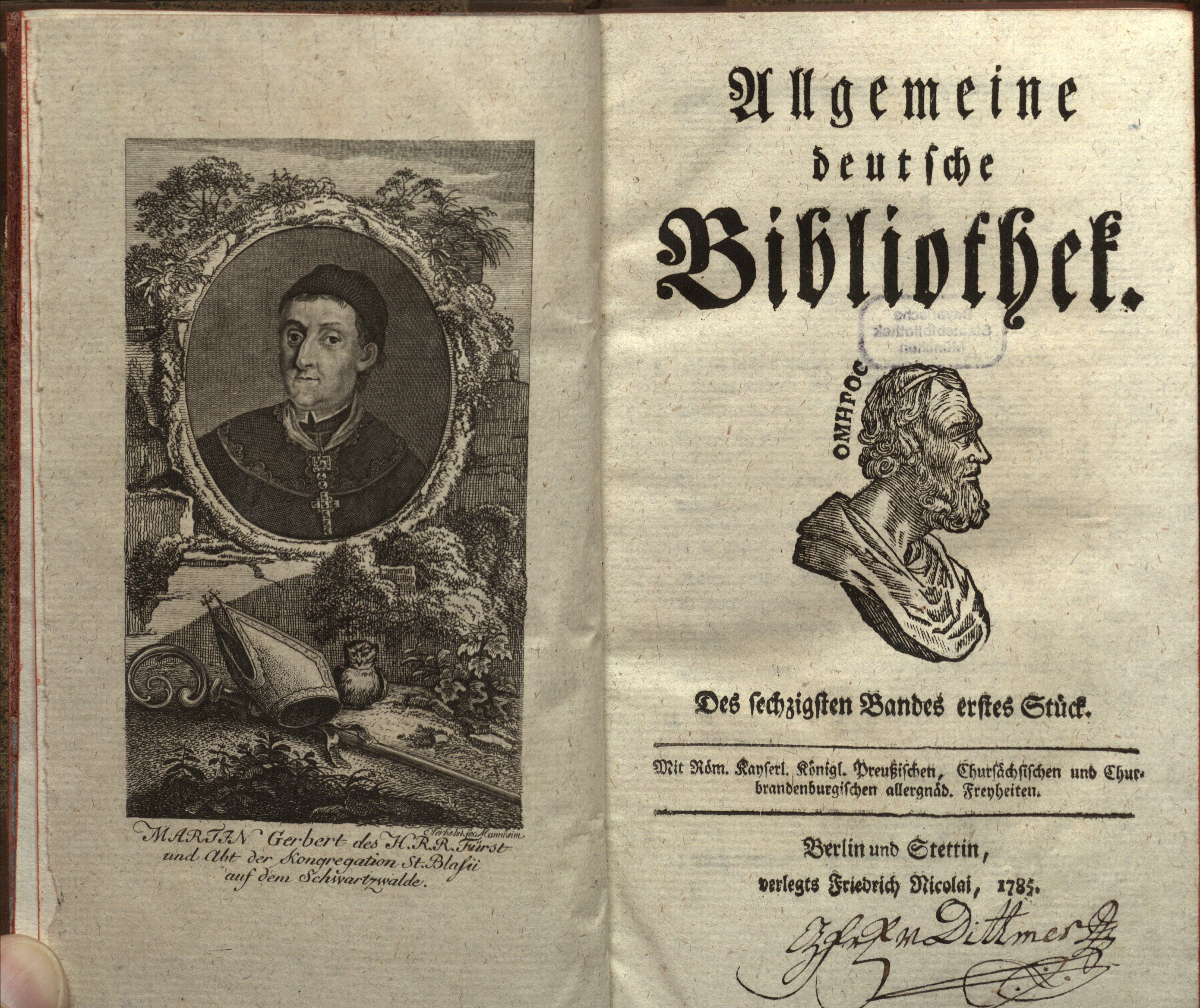
Allgemeine deutsche Bibliothek

- Die Allgemeine deutsche Bibliothek wird von Friedrich Nicolai in seinem eigenen Verlag herausgegeben. Die Zeitschrift erscheint von 1765 bis 1806, ab 1793 unter dem Titel Neue allgemeine deutsche Bibliothek (NADB).

- Das Churbaierisches Intelligenzblatt/Königlich Baierisches Intelligenzblatt, ein halbamtliches Nachrichtenblatt, erscheint mit Unterbrechungen ab 1765 unter wechselnden Titeln in München.

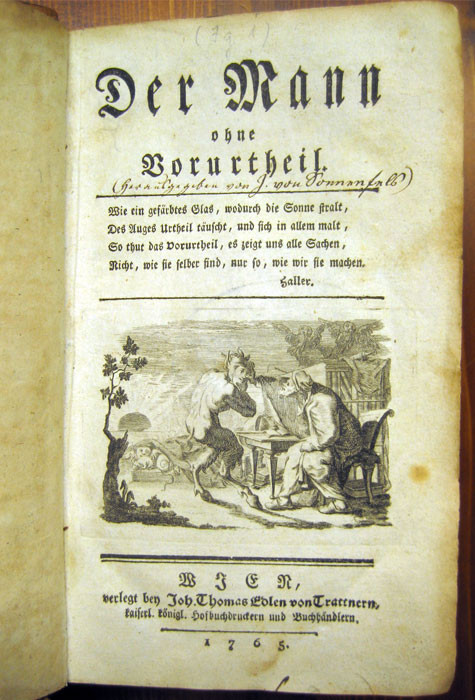
Der Mann ohne Vorurtheil, Titelseite des ersten Bandes, mit einem Epigramm von Albrecht von Haller

- Die moralische Wochenschrift Der Mann ohne Vorurtheil erscheint erstmals in Wien und wird im Habsburgerreich zum zentralen Organ der Aufklärung. Herausgeber ist Joseph von Sonnenfels.
- Die von Friedrich Nicolai herausgegebene vierteljährlich erscheinende Rezensionsschrift Neue allgemeine deutsche Bibliothek erscheint erstmals.

### Übersetzungen
- Christoph Martin Wieland übersetzt Shakespeares Die beiden Veroneser und Viel Lärm um Nichts.

### Wissenschaftliche Werke und Essays
- Die Veröffentlichung der Textbände der von der katholischen Kirche indizierten Encyclopédie ou Dictionnaire raisonné des sciences, des arts et des métiers von Denis Diderot wird durch den neuen Herausgeber Louis de Jaucourt ohne königliche Druckerlaubnis abgeschlossen. Zusätzlich erscheint der dritte Tafelband.
- Joseph Priestley: Essay on a Course of Liberal Education for Civil and Active Life, ein Traktat des englischen Universalgelehrten über Erziehung, in dem er dafür plädiert, an Stelle des überkommenen humanistischen Unterrichts die Schüler in modernen Sprachen, Mathematik, neuerer anstatt alter Geschichte und in den Fächern Recht und englische Verfassung zu unterrichten.

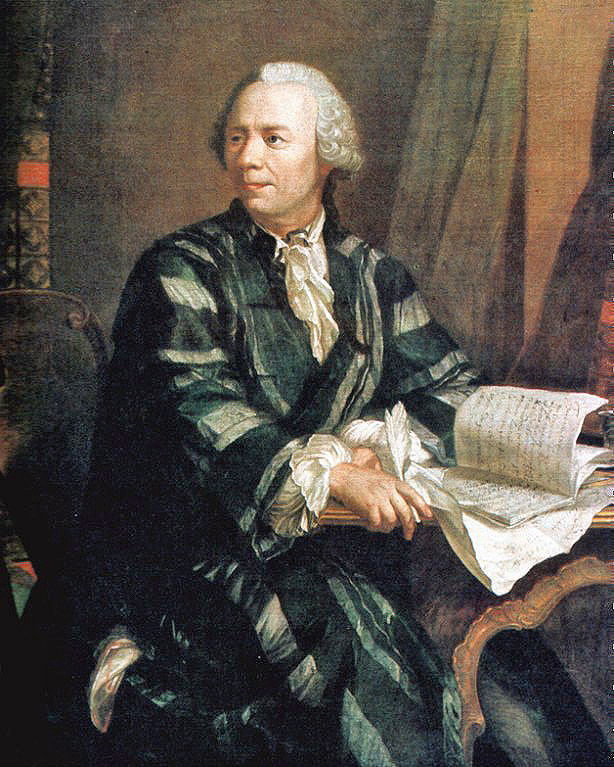
Leonhard Euler

- Leonhard Euler fasst die Bewegungsgesetze des starren Körpers in seinem Werk Theoria motus corporum solidorum zusammen.

### Sonstiges
- 19. Februar: Voltaires Dictionnaire portatif oder Dictionnaire philosophique wird in Paris verbrannt.
- 9. März: Nach einer Kampagne Voltaires wird Jean Calas rehabilitiert. Calas war Opfer eines Justizirrtums. Er ist 1762 des Mordes an seinem Sohn angeklagt, verurteilt und hingerichtet worden.

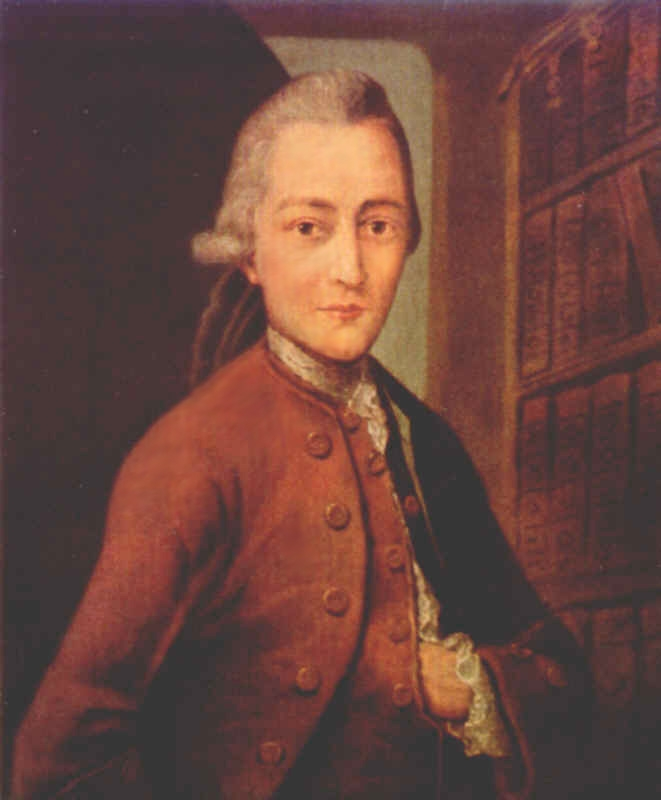
Goethe 1765, Ölgemälde von Anton Johann Kern

- Johann Wolfgang Goethe beginnt im Herbst auf Wunsch seines Vaters ein Jurastudium in Leipzig, später von ihm als „Klein-Paris“ bezeichnet. Er bezieht seine Wohnung in einem Hofgebäude des Hauses Große Feuerkugel am Neumarkt. Allerdings gibt er bald den Poetikvorlesungen von Christian Fürchtegott Gellert den Vorzug, dem die Studenten ihre schriftstellerischen Versuche vorlegen können. Weiters nimmt er Zeichenunterricht beim kurfürstlich-sächsischen Hofmaler Adam Friedrich Oeser, mit dessen Tochter Friederike Elisabeth er eine enge Freundschaft schließt.

- Verhandlungen Johann Joachim Winckelmanns über eine Anstellung als Bibliothekar bei Friedrich II. von Preußen scheitern an den Gehaltsforderungen Winckelmanns.
- Der Verlagsbuchhändler Johann Friedrich Hartknoch macht sich selbstständig und baut in Riga einen angesehenen deutschsprachigen Verlag auf, in dem unter anderem Werke von Johann Gottfried Herder, Johann Georg Hamann oder Immanuel Kant verlegt werden.

## Geboren
- 11. Januar: Antoine-Alexandre Barbier, französischer Bibliothekar und Bibliograph († 1825)
- 27. März: Franz Xaver von Baader, deutscher Philosoph und Theologe († 1841)

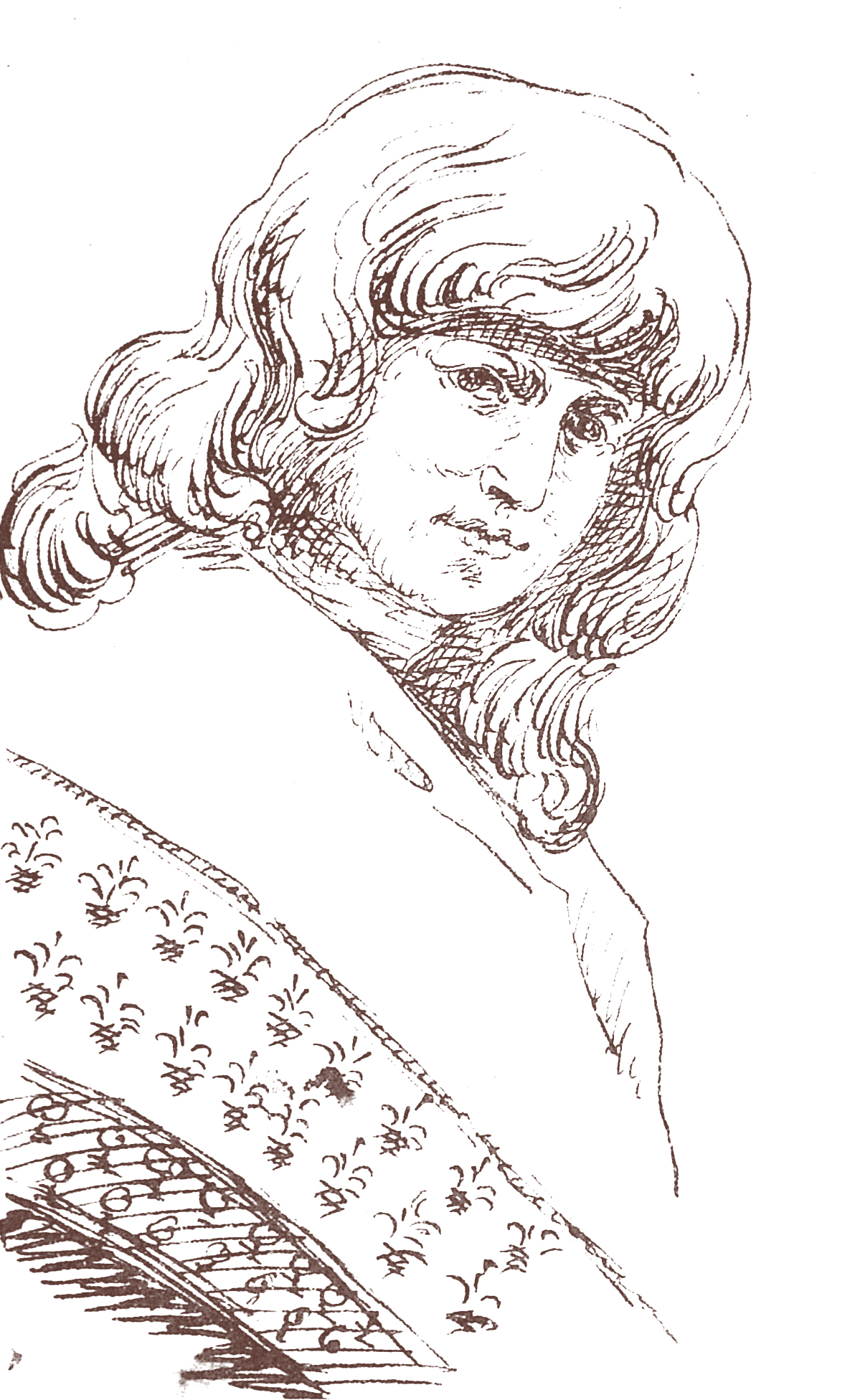
Christiane Vulpius,
von Goethe gezeichnet

- 1. Juni: Christiane Vulpius, Ehefrau und Muse von Johann Wolfgang von Goethe († 1816)
- 3. Juni: Friederike Brun, dänische Schriftstellerin († 1835)
- 15. Juni: Henry Thomas Colebrooke, englischer Orientalist († 1831)
- 10. Juli: Johann August Görenz, deutscher Pädagoge und Bibliothekar († 1836)

- 24. Oktober: James Mackintosh, schottischer Publizist († 1832)
- 26. Oktober: Václav Thám, tschechischer Dichter, Schriftsteller und Schauspieler († 1816)

- 27. November: Günther von Berg, badischer Politiker und Schriftsteller († 1843)
- 8. Dezember: Friedrich von Schlichtegroll, Mozart-Biograph, Philologe, Numismatiker und Archäologe († 1822)

- Jippensha Ikku, japanischer Schriftsteller († 1831)

## Gestorben
- 21. Januar: Christian Braunmann Tullin, norwegischer Dichter (* 1728)
- 20. März: Paolo Antonio Rolli, italienischer Schriftsteller, Librettist (* 1687)
- 5. April: Edward Young, englischer Dichter (* 1683)
- 15. April: Michail Wassiljewitsch Lomonossow, russischer Universalgelehrter und Schriftsteller (* 1711)
- 31. Dezember: Samuel Madden, irischer Autor (* 1686)